# هيئة الرقابة على تنمية الشمال الشرقي
هيئة الرقابة على تنمية الشمال الشرقي (بالبرتغالية: Superintendência de Desenvolvimento do Nordeste، وتعرف اختصارًا: Sudene) هي وكالة حكومية برازيلية تم إنشاؤها في عام 1959 خلال حكومة الرئيس جوسيلينو كوبيتشيك (1956-1961) لتحفيز النمو الاقتصادي في المنطقة الشمالية الشرقية من البرازيل، وهي واحدة من أفقر المناطق في البلاد، والتي تواجه حالات جفاف مزمنة ولديها مناخ شبه جاف. تم إنشاء الهيئة بناءً على اقتراح من الاقتصادي سيلسو فورتادو أحد المفكرين البارزين في البرازيل والذي كان أول مدير للوكالة.

## فرضية
كانت فرضية فرتادو هي أن المناخ شبه الجاف في الشمال الشرقي كان واقعًا بيئيًا سيكون من غير المجدي للغاية محاربته - على الرغم من الإجراءات الحكومية لنقل المياه إلى تلك المنطقة - وبالتالي يجب أن تهدف برامج الحد من الفقر في الولاية إلى استخدام البيئة الطبيعية الموجودة. مزايا المنطقة - أي توافر العمالة - وتعزيز التصنيع بدلاً من التركيز الاقتصادي التقليدي للمنطقة، والذي كان على الزراعة والثروة الحيوانية.

## الأجراءات
كانت الخطوات الأولى للهيئة هي تسريع بناء السدود الكهرومائية في نهر ساو فرانسيسكو، تليها حوافز حكومية لإنشاء مشاريع الصناعات الثقيلة، مثل مجمع كاماكاري للبتروكيماويات في ولاية باهيا، ومنطقة أراتو الصناعية في منطقة العاصمة سلفادور. كما أن الهيئة مسؤولة عن تكوين صناعات المنتجات الوسيطة: إنتاج الأسمدة في ولاية سيرغيبي ومجمع الكيماويات في سالقيما في ألاغواس في ولاية بيرنامبوكو، تركزت الاستثمارات على المنطقة الحضرية لمدينة ريسيفي، حيث تم إنشاء صناعات السلع المعمرة في مدن جابواتاو وكابو وباوليستا. في ولاية سيارا تم تبني منظور جديد: ساعدت حوافز الهيئة في تشكيل منطقة صناعية للمنسوجات، حول عاصمة الولاية فورتاليزا.
في عام 1999 تورطت الهيئة في فضائح فساد أدت بالرئيس فرناندو هنريكي كاردوسو (1994-2002) إلى إصدار مرسوم بحلها. في عام 2002 تم إعادة إنشاء الوكالة باسم أديني: وكالة تنمية الشمال الشرقي.